# Вырин, Василий Филиппович
Василий Филиппович Вырин (1913—1990) — советский работник железнодорожного транспорта, машинист, Герой Социалистического Труда.

## Биография
Родился 22 апреля 1913 года в Москве в многодетной семье слесаря трамвайного парка. В трудное время Гражданской войны семья в 1920 году переехала в Донбасс, где умерла их мать. Василия для воспитания увез с собой в Свияжск его родной дядя.
В 1931 году, после окончания семи классов, продолжил обучение в ФЗУ рабочего поселка Юдино на помощника машиниста паровоза. В 1935 году был направлен на курсы машинистов в Алатырь. После их окончания стал машинистом паровоза, а затем тепловоза. В 1939 году Василия Вырина назначили дежурным по депо Юдино, где он встретил Великую Отечественную войну. Большое количество военных составов и товарных поездов провел по Западной железной дороге в годы войны, за что был отмечен наградами.
В послевоенныые годы Вырин продолжил работу машинистом, в 1946 году получил звание «Почетный железнодорожник», стал машинистом-инструктором.
Василий Филиппович занимался и общественной работой в парткоме депо, райкоме и горкоме партии, был депутатом Верховного Совета Татарской АССР. После выхода в 1974 году на пенсию — находился на пенсии.
Умер 7 октября 1990 года в Казани.

## Награды
- В 1966 году В. Ф. Вырину было присвоено звание Героя Социалистического Труда с вручением ордена Ленина (за выдающиеся успехи, достигнутые в выполнении заданий семилетнего плана по железнодорожным перевозкам).
- Также был награждён медалями.

## Память
- В честь празднования 150-летия со дня основания Горьковской железной дороги на железнодорожной станции Юдино были установлены три мемориальные доски, одна из которых — Василию Филипповичу Вырину.[3]